# Jana Doležalová-Franková
Jana Doležalová-Franková (21. května 1967 Cheb – 18. června 2021 Praha) byla česká herečka, básnířka, učitelka a umělecká vedoucí Dismanova rozhlasového dětského souboru.

## Život
Pocházela ze západočeské divadelnické rodiny. Vystudovala herectví na DAMU. Poté hrála v Realistickém divadle, Divadle za branou II., Divadle U stolu a Divadle Dagmar. Od začátku devadesátých let spolupracovala s Českým rozhlasem jako herečka i jako autorka scénářů.
Pedagogicky působila jako externí učitel na DAMU a dále jako učitelka dramatické výchovy na základních a středních školách.
V roce 2015 se stala čtvrtou vedoucí Dismanova rozhlasového dětského souboru od jeho vzniku v roce 1935.
Zemřela 18. června 2021 v důsledku mozkové mrtvice.

### Osobní život
Jejím manželem byl básník a redaktor Českého rozhlasu Miloš Doležal.

## Dílo

### Práce pro rozhlas
- Marie Stryjová: Nad rovinou, dvanáctidílná četba na pokračování, příprava a interpretace Jana Dolažalová-Franková, režie Markéta Jahodová, Český rozhlas, 2007.[5]
- Marion Poschmannová: Něžná jak sanytr. Český rozhlas Vltava, 2020[6]
- Moje břicho bylo jeskyní plnou barev. Básnivé sny a vzpomínky herečky Jany Frankové, Český rozhlas Vltava, 2022.[7]